# Betonstahl in Ringen WR
Betonstahl in Ringen WR (warmgewalzt) ist ein Betonstahl gemäß DIN 488, der auf Coils gewickelt und zur Verarbeitung auf Richt- und Schneidemaschinen oder Bügelbiegeautomaten eingesetzt wird.
Für Betonstahl in Ringen warmgewalzt gelten dieselben mechanischen und chemischen Werte wie beim Betonstabstahl gemäß DIN 488.
Warmgewalztes Ringmaterial ist in den Nenndurchmessern 06, 08, 10, 12, 14 und 16 mm lieferbar.
Genormt sind Betonstähle in Ringen in der DIN 488-3; zusätzlich gelten die Zulassungen des Institutes für Bautechnik (DIBt). Der Name für warmgewalzten Betonstahl in Ringen lautet Betonstahl in Ringen B500B.
Folgende mechanische Werte werden durch die DIN 488 vorgeschrieben:
- Streckgrenze Re 500 N/mm²
- Zugfestigkeit Rm 550 N/mm²
- Bruchdehnung A10 10 %
- Streckgrenzenverhältnis  Rm/Re ≥ 1,05
- Gesamtdehnung bei Höchstlast Agt ≥ 5,0 %

## Weblink
- Betonstahl - Lexikon: http://www.kummetat.de/ksh/service/glossar/glossar.html